# ゴシック・ファッション

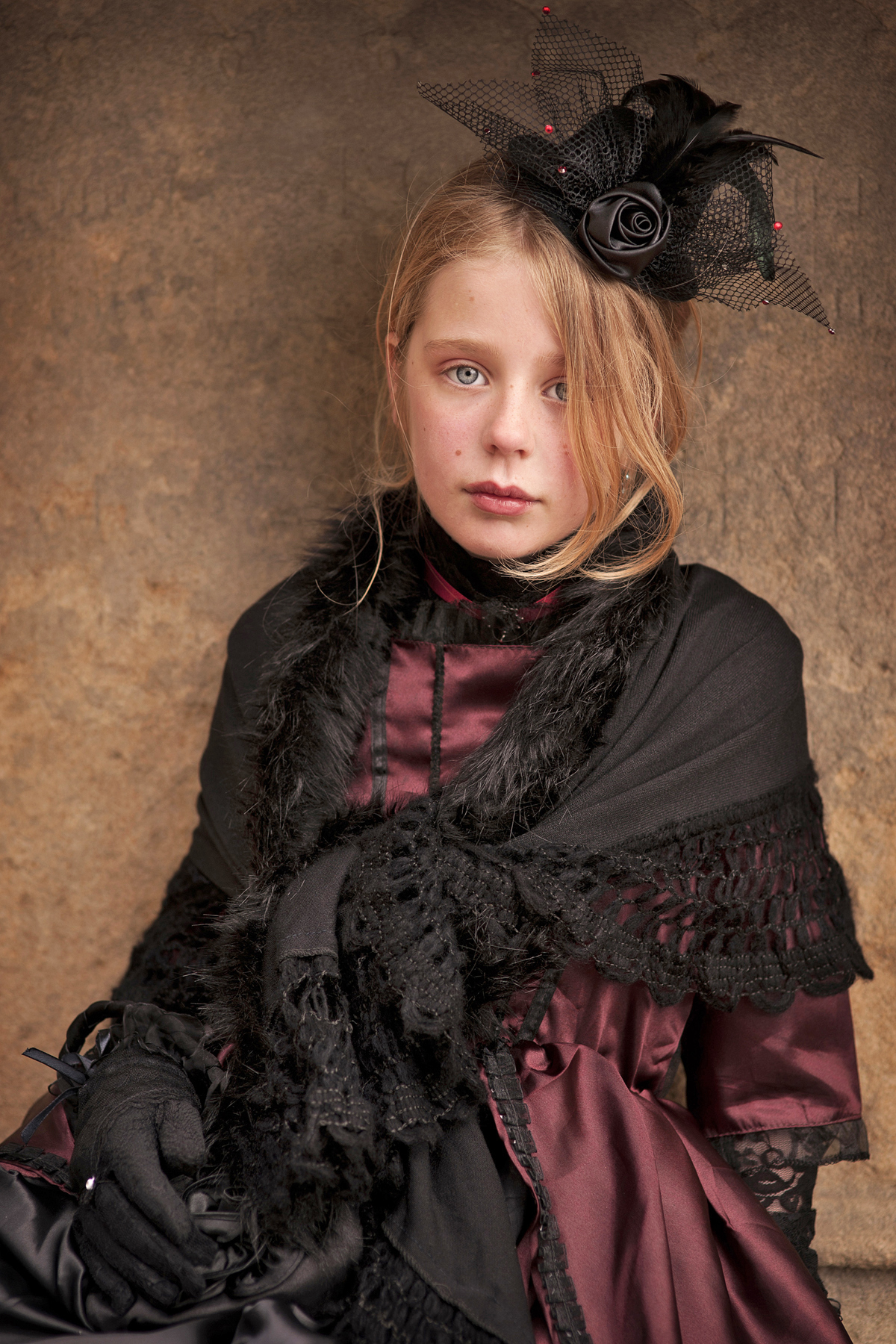
2013年のウィットビー・ゴス・ウィーケンドでヴィクトリア朝的なゴシック・ファッションを着る少女。

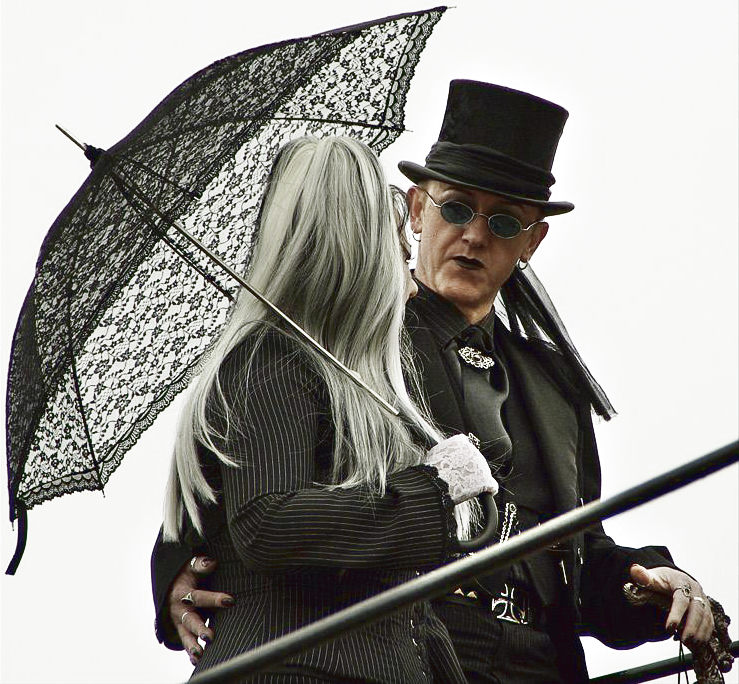
ゴシック・ファッションのカップル

ゴシック・ファッション（Gothic Fashion）はファッション・スタイルの一つである。

## 概要
ゴシック・ファッションという名称から「ゴシック時代のファッションを再現したもの」であると解釈する人もいるが、実際のゴシック・ファッションにはヴィクトリア朝風ドレスやエリザベス朝風が含まれる。多くの映画に描かれた吸血鬼の衣装、あるいはその時代設定である19世紀ヨーロッパの衣装、特に礼服がゴシック・ファッションのモデルになっているのではないか、と高原英理は指摘している。また、それとは別系統のゴス・ファッションとして、パンク・ロックから派生した、異形性などを強調したようなスタイルもある。
ゴシック・ファッションやゴスのカルチャー、音楽は、1980年代のイギリス、ロンドンのバット・ケイブ・クラブを拠点に、再度の盛り上がりを見せた。ゴシック・ファッションはアメリカ、イギリス、フランス、ドイツなどで一部の若者に愛好され、日本にもそれを好む人は存在する。ゴシック・ファッションとそれをめぐる文化現象については批判もあるが、肯定的な見方も多い。海外では主にゴシック・ロックのファンと結び付けられるが、ゴシック・ファッションを身に纏った人が、すべてゴシック・ロックのファンというわけではない。また、ゴシック・メタルはゴシック・ファッションよりも後に誕生した文化である。
日本ではゴス (Goth) はゴシック (Gothic) の短縮形として使用されることもあるが、英語の頭大文字の Goth は第一義的にはゴート人を指す名詞である。今日の欧米のポピュラーカルチャーにおいて goth はゴシック・ロックやゴシック・ファッションに関して使われる用語であり、それらの愛好者を指す名詞でもある。いわばゴスとは「ゴシック的な（スタイル・趣味・嗜好の）人々」のことである。ただし、ゴシック・ファッションをしている人が必ずしもゴシック的な精神性や美意識、ゴシック的なものに対する趣味・嗜好を持っているとは限らず、逆もまた然りである。

## 詳細/ゴシックのスタイル

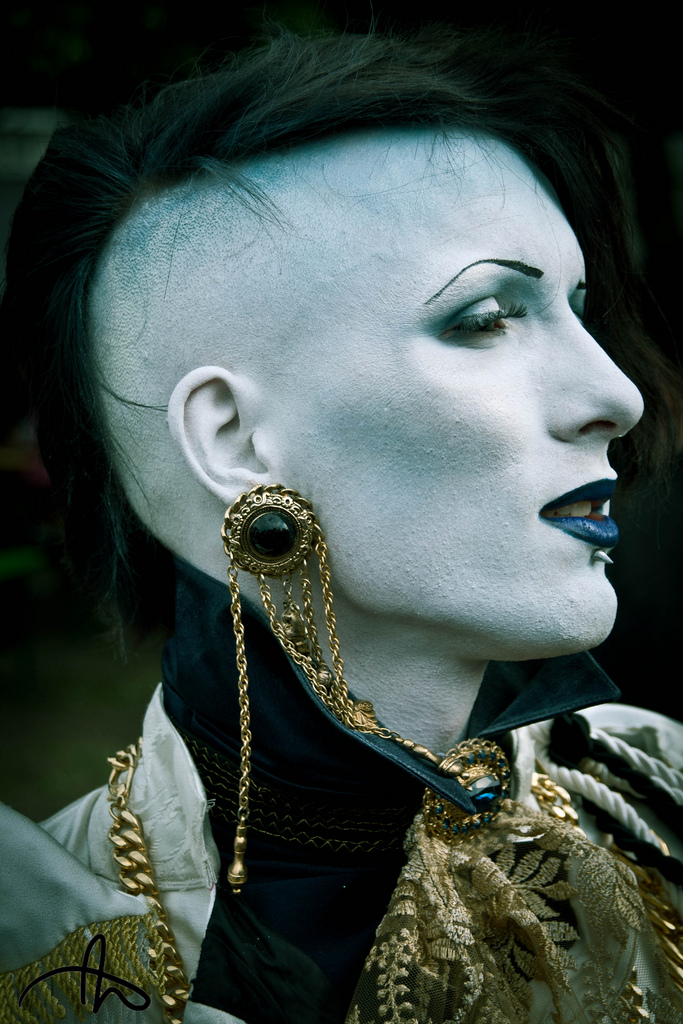
de:Wave-Gotik-Treffen。ゴシック・ロック的な白塗り化粧。

ゴシックからの派生や他のスタイルとの異種交配によって、ゴシック・ファッションにもさまざまなパターンが生まれている。
正統派のゴシック・ファッションにはロマンチゴス (Romantigoth) と呼ばれるスタイルがある。ロングドレスにコルセット、スーツ、クラシックなシャツにパンツ、タイやロングブーツなどを身に着ける。悪魔や魔女などを連想させるアイテムも好まれる。
パンク・ゴスは、イギリスのゴシック・ムーブメントの発祥地とも言われる1980年代前半に存在したゴシッククラブ「バットケイヴ」でみられたような、当時はゴシックパンクとも呼ばれ、音楽メディアによってポジティブパンクと命名されたバンドのような格好である。1990年にオープンしたロンドンのトーチャー・ガーデンでは、ボンデージやSMなどのフェティッシュ系ファッションとゴスが交差し、このクラブはゴス文化の発信源の一つとなった。英米ではゴスとレイバーのハイブリッドのような、派手な色のヘアーエクステンションを付けるサイバーロックスと呼ばれるヘアスタイルが特徴のサイバーゴスというスタイルも登場している。
ゴシック・ロックやメタルなどの音楽から派生したファッションは、マリリン・マンソンのような死体などを思わせる白塗りの化粧に、目の周囲に黒く濃いアイシャドーを塗り、黒髪に全身真っ黒の布がたっぷりとした、あるいはスーツのようにきっちりと体のラインを強調する服装、さらに悪魔性を強調したシルバーのアクセサリーなどを付ける。アメリカでは、現在ポップパンクやエモコアのバンドの中にはゴシック・ファッションに影響を受けたようなファッションをしている者がいる（例を挙げると現在のグリーン・デイ、マイ・ケミカル・ロマンス、グッド・シャーロットのようなファッション）。アメリカではそれらのバンドの影響を受けたようなファッションが有名で、そのためゴシック・ファッションと混同されてしまいやすい。むしろ、それらのファッションの方が人気が出てしまい、近年のアメリカでは正統的なゴスが減少しているのが現状である。女性の場合、ボンデージ・スタイルのような露出度の高い衣類を身に着ける場合もあり、髪の色も黒髪・金髪・緑色などパターン化している。基本的に白や黒などモノクロームな色調の服装が多いが、赤や青、ピンクなど派手な色調のゴシック・ファッションもある。
ゴシック・ファッションも前述のような例だけに収まらず日々多様化しており、ファッションにおける「ゴシック」総体を具体的に定義することが困難になっている。

## 欧米のゴシック・ファッション

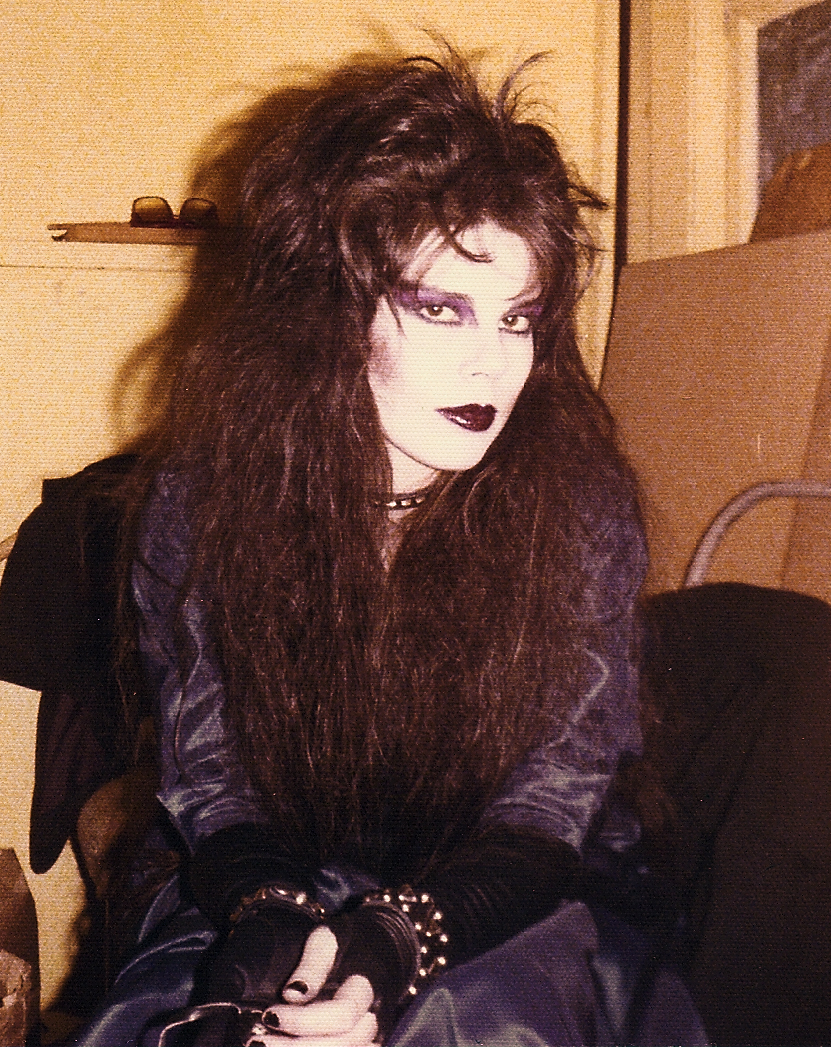
一時期シスターズ・オブ・マーシーのメンバーだったパトリシア・モリスン（1978年頃）。ゴシック風スタイルの女性パンクの初期の例。

ゴシック・ファッションは、ダーク、ミステリアス、エキゾチックといった複合的な特徴をもつ服飾様式である。ゴス・カルチャーを担う人々が身に着ける。黒を基調とし、時には不気味な印象を与える衣装のスタイルであり、典型的なゴシック・ファッションは蒼白な膚（はだ）と黒髪、黒いリップ、黒服を含む。男女ともゴスは黒系のアイラインを入れ、黒系のマニキュアを塗る。パンク・ファッション、ヴィクトリア朝のファッションやエリザベス朝のファッションを取り入れていることが多い。ゴス・ファッションはヘヴィメタル・ファッションやエモ・ファッションと混同されることがある。
シントラ・ウィルソン (Cintra Wilson) は、ファッション史の専門家であるヴァレリー・スティールの論を引き、「現代のゴス・スタイルの起源はヴィクトリア朝の喪服ブームに見出される」としている。
ゴス・ファッションはその黒ずくめの服で識別できる。テッド・ポレマスはゴス・ファッションを「真紅や紫を帯びた、ふんだんな黒いベルベットやレース、メッシュ、レザー、それにタイトなレースコルセット、手袋、ピン・ヒール、宗教的なものやオカルト的なものをモチーフにしたシルバー・アクセサリーで飾られる」と描写した。研究者のマクシム・W・フュレク (Maxim W. Furek) は次のように指摘した。「ゴスは1970年代のディスコ時代の小洒落たファッションに対する反抗であり、1980年代のカラフルなパステル調ときらびやかさへの異議申し立てである。黒髪、黒っぽい服と血の気のない顔色はゴスを着こなす人の基本的な身なりとなる。逆説的に言えば、ゴス・ルックとは後期ヴィクトリア朝の行き過ぎたファッションの現代版であることを示すゆったり垂れた黒いケープ、フリルの付いた袖口、青白いメイクと染めた髪を際立たせた、ただのカジュアル・ルックを故意に大げさに表現したものの一つである、と論じてもよい。」

## 日本のゴシック文化
前述の通り、欧米のゴシック・ファッションはゴシック・ロックなどの音楽に影響を受けたものが主流であり、不健全さや反道徳性が強調され、パンク・ファッションのような反体制的な過激さを持ち、ラバー素材やモヒカン、鼻ピアス、タトゥーなどのハードコアな印象を第三者に与えるものが、ゴシックであるとされている。また、特にフェティッシュな要素のないゴシック・ファッションでも、一般的なカジュアルな服と同じくらいには、肌を露出するのが普通である。
一方で、日本のゴシック・ファッションは海外に比べ、露出しない服装こそが、よりゴシックらしいと思われている。また、ゴスロリに影響されたような、レースやフリル、バッスルスカートやコルセットといった、ドレッシーなものが主流であり、欧米でみられるようなハードな印象を与えるゴシック・ファッションはあまり見られず、むしろロマンティックでさえあるものがほとんどである。
日本のゴシック・ムーブメントは、古くは1980年代にさかのぼる。和製ゴシック・ロックと言えるAUTO-MODや、マダムエドワルダ、G-SCHMITT、ASYLUMといったポジティブパンク・バンドの登場により、日本でも一時的ではあるがサブカルチャーとしてゴシックムーブメントがあった。フールズメイト初代編集長だったYBO2の北村昌士が運営し、SODOMやASYLUMが所属したトランスレコードのバンドのギグには、「トランスギャル」と呼ばれた黒服をまとう女性ファンが集まった（1990年代には後身レーベルのSSE COMMUNICATIONSが黒百合姉妹を輩出している）。このムーブメントは、後のヴィジュアル系バンドの登場にも大きく関わることになる。ヴィジュアル系のYOSHIKIや清春、HYDE、LUNA SEA、BUCK-TICKのメンバーも、バウハウスなどに代表されるバンドのゴシック・ムーブメントの影響を受け、自身の服装に取り入れるなどしていた。

### ゴシック・アンド・ロリータとゴシック・ファッションの関係

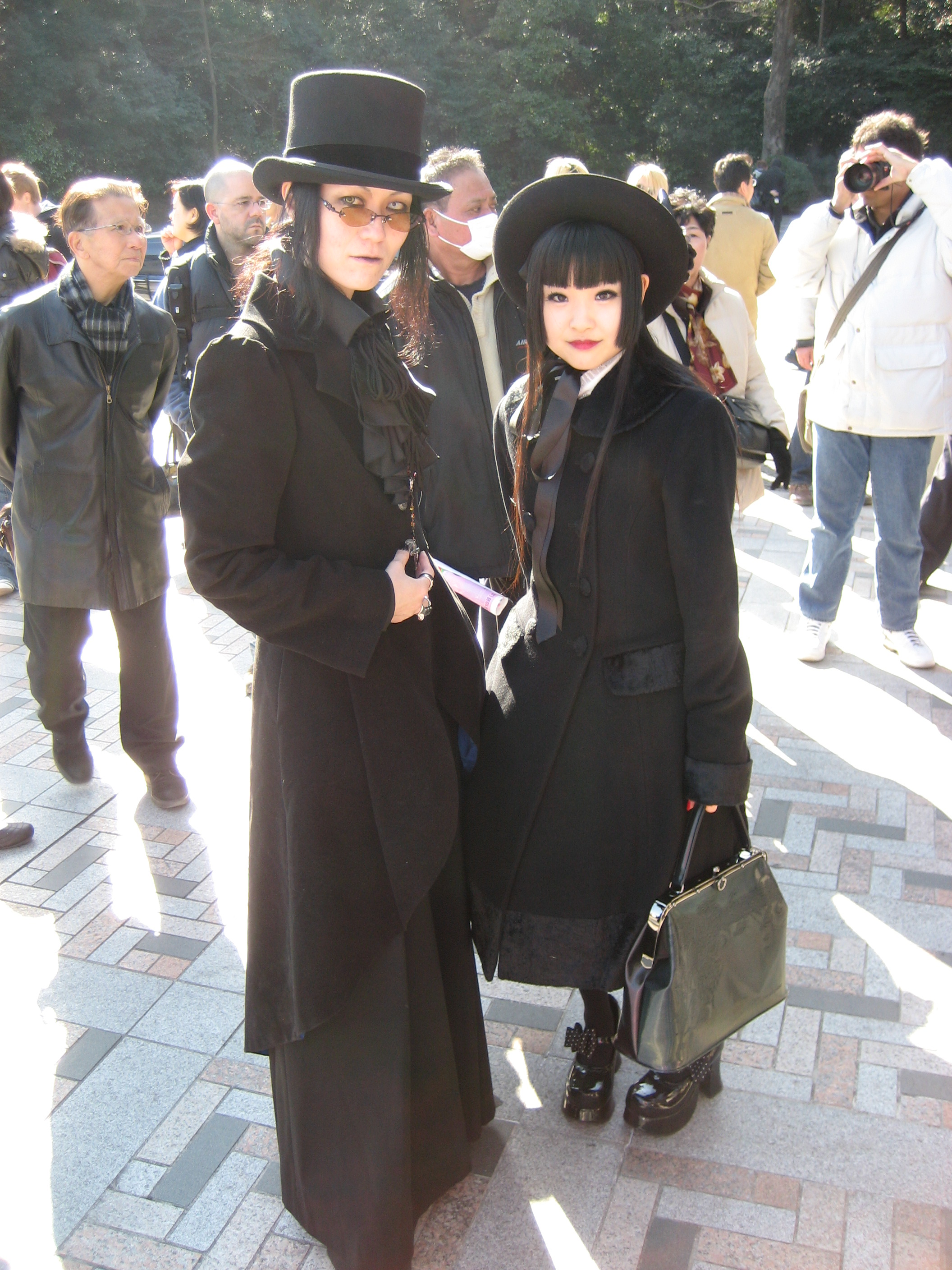
ゴシック・ファッションの男性（左）とゴシック・アンド・ロリータの女性（右）

その後、日本ではゴシック・ファッションをロリータ・ファッションと組み合わせたゴシック・アンド・ロリータ（略称ゴスロリ）が生まれる。
ゴシック・アンド・ロリータ・ファッションにおいてのゴシックの要素とは、クラシカル系ロリータの「クラシカル」やパンクロリータの「パンク」と同様、モチーフや色調のみによる非常に曖昧な定義であり、ゴシック・ファッションのシルエットはゴシック・アンド・ロリータでは取り入れられていない。また、そもそもゴシック・アンド・ロリータで表現される「ゴシック」の要素と、欧米など海外で表現されるゴシック・ファッションの「ゴシック」の要素とは微妙に意味が異なる。
ゴシック・アンド・ロリータは、ゴシック・ファッションよりもロマンティックでセンチメンタル、ナイーヴな要素が強い。ゴシック・アンド・ロリータは、ゴシック・ファッションにロリータ服のテイストを加えたというよりも、ロリータ・ファッションで表現される精神性を基盤にゴシック・ファッションを引用し、とりいれた服装であるといえ、そのため、ダークカラーの薔薇や耽美な蝶といった、ゴシックよりも、いかにもロリータ・ファッションの少女が好みそうなゴシック小説の要素が、ゴスロリでは強調されている。
現在、一般的にはゴシック・ファッションよりもゴシックロリータ・ファッションの方が有名であり、世間で言う“ゴスロリ”と混同されがちである。また、ゴシック・ファッションの意匠が一部のヴィジュアル系バンドに取り入れられているので、ヴィジュアル系バンドの衣装コスプレと捉えられてしまうこともある（ゴシック、ゴシック・ファッションの愛好者はゴシックロリータやヴィジュアル系バンドの衣装と混同されることを好まないとされる）。また、パンク・ファッションとの混同もみられる。

## 本来のゴシック・ファッション
15世紀前半に西ヨーロッパで生まれたファッションである。はっきりとした色づかい、奇抜な装飾、誇張された体型が特徴である。現代のゴシック・ファッションとは異なる。

## 代表的なゴシック・ファッションが登場する映画作品
- クロウ 飛翔伝説 (1994年、アメリカ)
- ザ・クラフト (1996年、アメリカ)
- エントランス（英語版） (2000年、アメリカ)
- クイーン・オブ・ザ・ヴァンパイア (2002年、アメリカ)
- トリプルX (2002年、アメリカ)